# Calcarius pictus
Calcarius pictus е вид птица от семейство Calcariidae.

## Разпространение
Видът е разпространен в Канада и САЩ.